# Gare du Croisic
Gare du Croisic – stacja kolejowa w Le Croisic, w departamencie Loara Atlantycka, w regionie Kraj Loary, we Francji. Jest stacją końcową na linii Saint-Nazaire - Le Croisic.
Stacja została uruchomiona w 1879 przez Chemin de Fer de l'État. Dzisiaj jest stacją Société nationale des chemins de fer français (SNCF), obsługiwaną przez pociągi TGV Atlantique, pociągi ekspresowe i regionalne Pays de la Loire (TER Pays de la Loire).

## Galeria

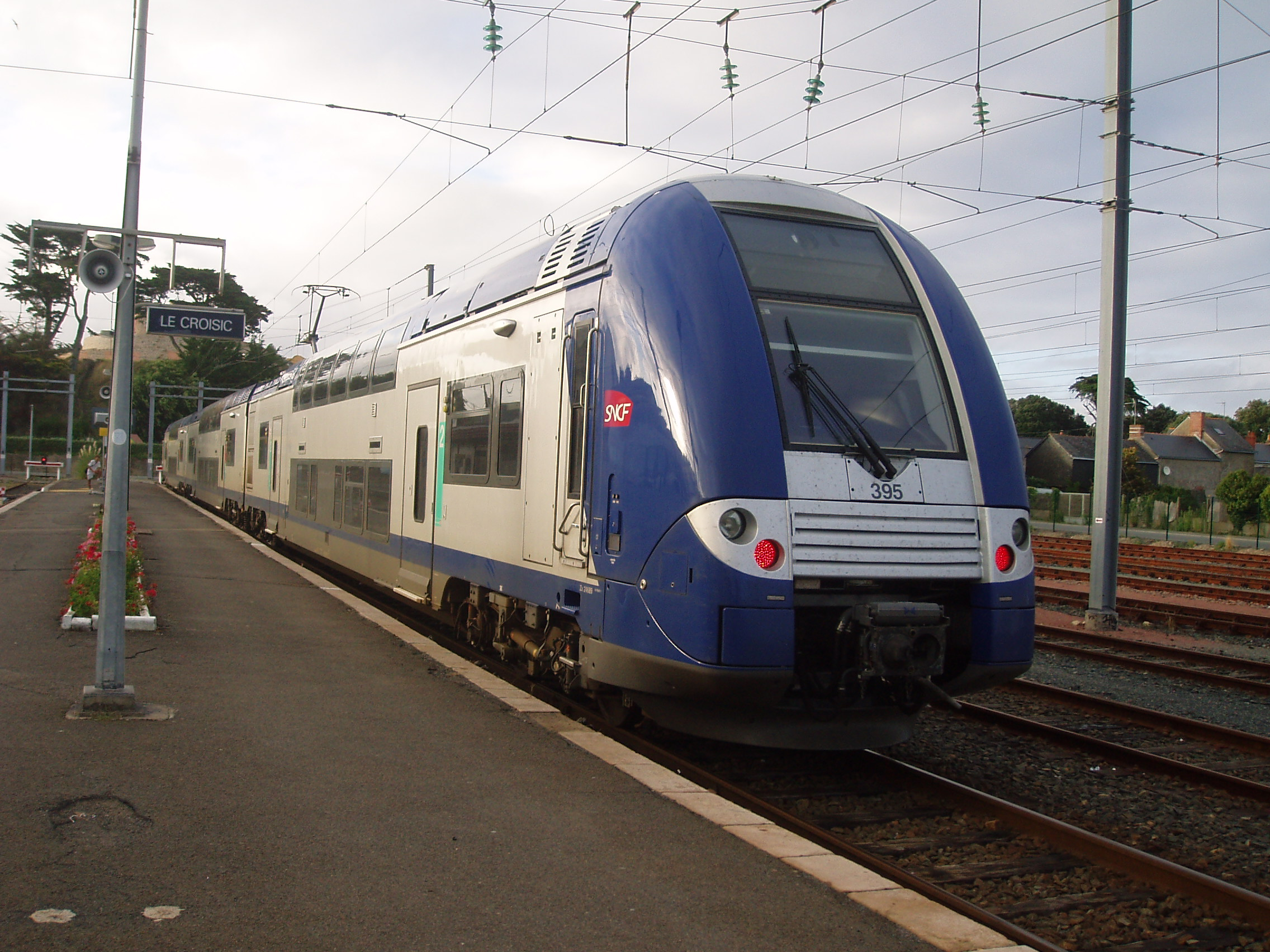
Pociąg TER.
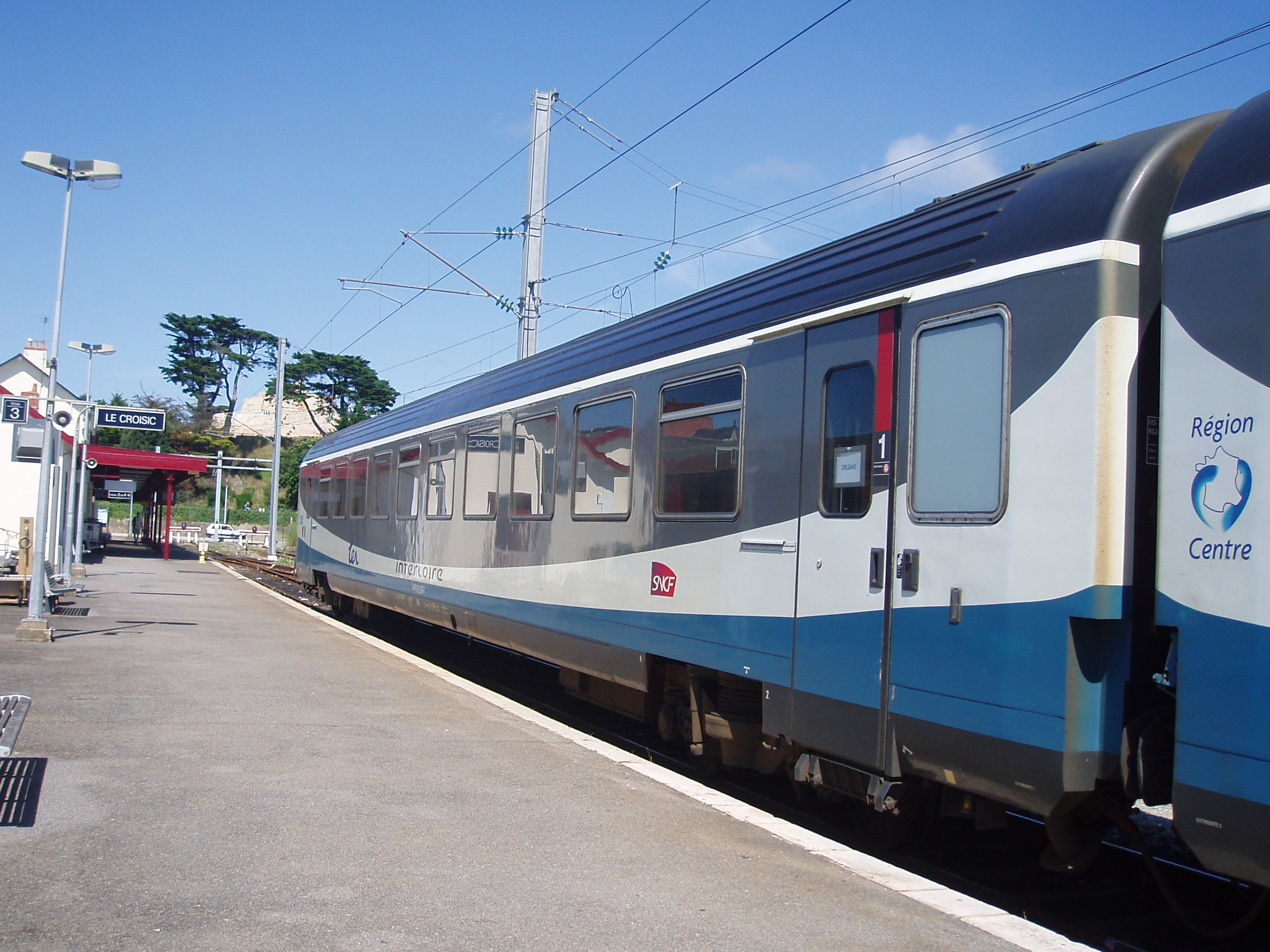
Pociąg Interloire.